# Onthophagus commottoides
Onthophagus commottoides là một loài bọ cánh cứng trong họ Bọ hung (Scarabaeidae).